# Андора на Европском првенству у атлетици на отвореном 2014.
Андора је учествовала на 22. Европском првенству у атлетици на отвореном 2014. одржаном у Цириху од 12. до 17. августа. Ово је било шесто европско првенство у атлетици на отвореном на којем је Андора учествовала. Пријављено је троје такмичара (2 мушкарца и 1 жена) који је требало да се такмиче у 3 дисциплине. На Првенству је наступило двоје такмичара у две дисциплине.
Представници Андоре нису освојили ниједну медаљу, а није оборен ниједан рекорд.

## Учесници
| Мушкарци: - Микел де Са — 200 м | Жене: - Фани Себастијан — 100 м |  |

## Резултати

### Мушкарци
| Атлетичар   | Дисциплина | Лични рекорд | Квалификације | Квалификације | Полуфинале           | Полуфинале           | Финале               | Финале       | Детаљи |
| Атлетичар   | Дисциплина | Лични рекорд | Резултат      | Место         | Резултат             | Место                | Резултат             | Место        | Детаљи |
| ----------- | ---------- | ------------ | ------------- | ------------- | -------------------- | -------------------- | -------------------- | ------------ | ------ |
| Микел де Са | 200 м      | 22,37        | 22,54         | 8 у гр. 4     | Није се квалификовао | Није се квалификовао | Није се квалификовао | 30 / 31 (32) |        |

### Жене
| Атлетичар       | Дисциплина | Лични рекорд | Квалификације | Квалификације | Полуфинале            | Полуфинале            | Финале                | Финале       | Детаљи |
| Атлетичар       | Дисциплина | Лични рекорд | Резултат      | Место         | Резултат              | Место                 | Резултат              | Место        | Детаљи |
| --------------- | ---------- | ------------ | ------------- | ------------- | --------------------- | --------------------- | --------------------- | ------------ | ------ |
| Фани Себастијан | 100 м      | 12,33 НР     | 12,46         | 8 у гр. 3     | Није се квалификовала | Није се квалификовала | Није се квалификовала | 35 / 36 (37) |        |